# Jaworski Hrabia
Jaworski Hrabia – polski herb hrabiowski, nadany wraz z tytułem w Galicji.

## Opis herbu
Opis stworzony zgodnie z klasycznymi zasadami blazonowania:
Tarcza dzielona w krzyż z polem sercowym, w którym herb z 1779. W polu I, błękitnym, głowa lwia naturalna, ziejąca płomieniem w lewo (Zadora); w polu II, czerwonym, oksza srebrna w skos (Oksza lub Topór); w polu III, czerwonym, trzy włócznie złote grotami srebrnymi ku górze, środkowa na opak (Jelita); w polu IV, prawym czerwonym, róg bawoli naturalny, lewym srebrnym, róg jeleni o pięciu sękach, naturalny (Rogala). Nad tarczą korona hrabiowska, nad którą pięć hełmów z klejnotami. Klejnot I: ogon pawi, przeszyty strzałą w lewo; klejnot II: głowa lwia ziejąca ogniem jak w herbie; klejnot III: oksza jak w godle; klejnot IV: pół kozy wspiętej w lewo, brunatnej; klejnot V: róg bawoli i jeleni jak w godle.

## Najwcześniejsze wzmianki
Nadany w Galicji 27 czerwca 1782 Józefowi Jaworskiemu, synowi Andrzeja Antoniego. Podstawą nadania tytułu był patent z 1775, pełniony urząd ziemski, tytuł barona (zob. Jaworski Baron). Wraz z nim, tytuł otrzymał jego brat, Gabriel.

## Symbolika
Herb zawiera skrócony wywód genealogiczny obdarowanych. Wynika z niego, że ich matka, Konstancja Siekierzyńska, była herbu Zadora (pole I). Nieznani są inni antenaci obdarowanych.

## Herbowni
Jedna rodzina herbownych:
graf von Jawor Bobronicz-Jaworski, von Jaworski (dwie linie zapoczątkowane przez każdego brata).